# شهرک سلطنتی

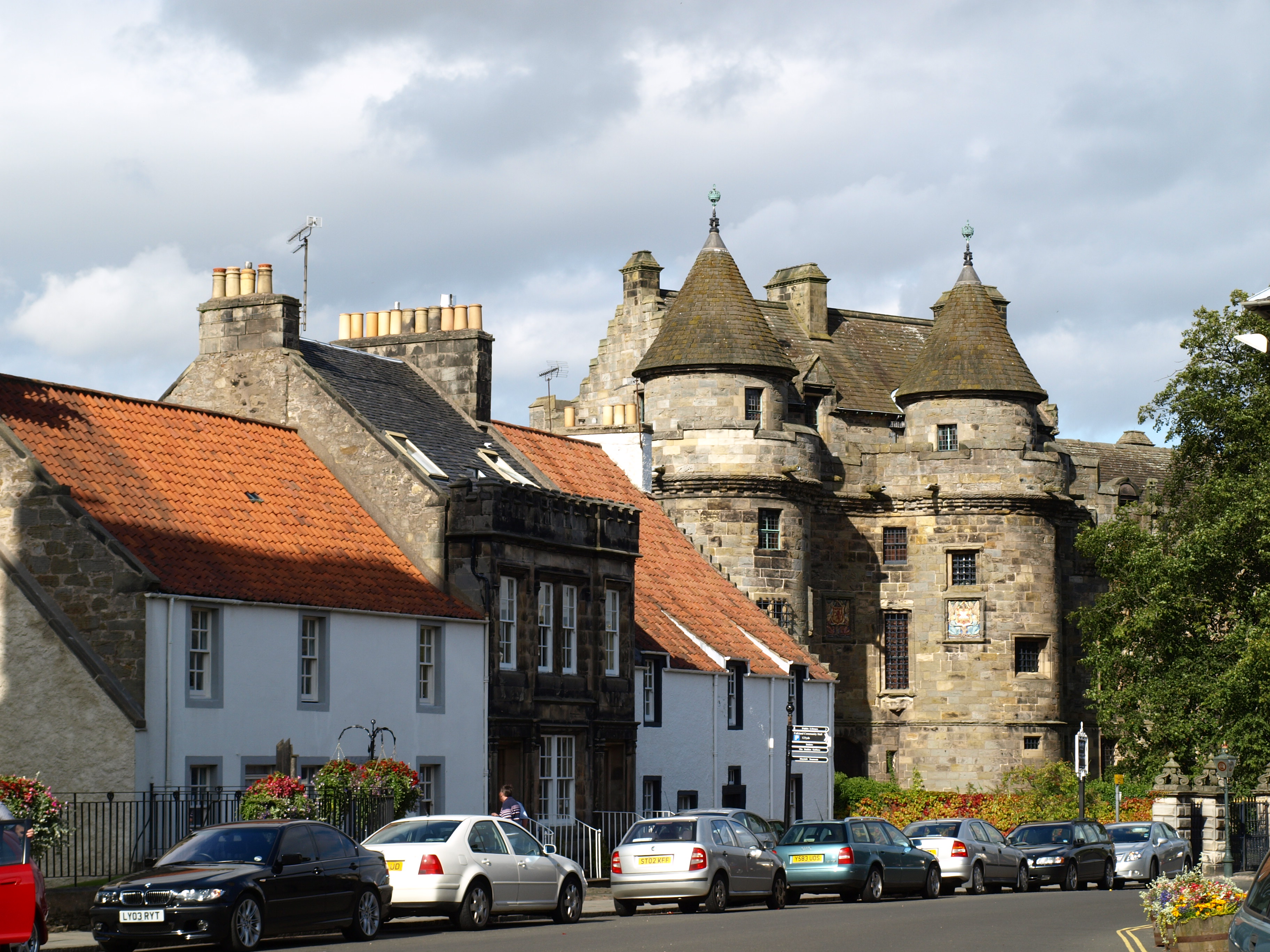
شهرک سلطنتی فالکلند در فایف که در ۱۴۵۸ به وجودآورده شده.

شهر سلطنتی یا شهرک سلطنتی 
(به گیلیک اسکاتلندی: Royal burgh)، در اسکاتلند به منطقه‌ای گفته می‌شد که به طور مستقیم توسط دربار ایجاد و تأسیس شده بود، یا پس از تأسیس با صدور یک منشور سلطنتی وابسته به تاج و تخت اعلام می‌شد. هرچند که قانون در سال ۱۹۷۵ این رسمیت را لغو کرد، این اصطلاح هنوز هم توسط بسیاری از منطقه‌های سلطنتی سابق استفاده می‌شود.
بیشتر شهرها/ شهرک‌های سلطنتی یا توسط تاج و تخت ایجاد شده‌بودند، یا از وضعیت دیگری به «سلطنتی» ارتقا یافته‌بودند. با پیدایش این گونه شهرک‌ها به عنوان کلاس‌های گسسته‌ای از شهرک سلطنتی بر پایهٔ این واقعیت که آنها در زمین‌های سلطنتی قرار داشتند امتیاز ویژه‌ای نسبت به دیگر نواحی؛ از جمله به دست آوردن انحصار تجارت خارجی، پیدا کرده بودند.